# 20. арондисман Париза
20. арондисман Париза је последњи од узастопно нумерисаних арондисмана главног града Француске . Такође познат као Менилмонтант, налази се на десној обали реке Сене и садржи градске космополитске четврти Менилмонтан и Белвил .
20. арондисман је такође међународно познат по гробљу Пер Лашез где се могу наћи гробнице многих познатих уметника.

## Географија
Површина овог арондисмана је 5.984 км2.

## Демографија
Број становника 20. арондисмана Париза достигао је врхунац 1936. године, када је имао 208.115 становника. Данас је и даље веома густо насељено и пословном активношћу са 197.067 становника 2009. године и 54.786 радних места према последњем попису из 1999. године.

### Историја становништва
| Година (француских пописа) | Популација | Густина(ст. по км2) |
| -------------------------- | ---------- | ------------------- |
| 1872. године               | 92,772     | 15,503              |
| 1936. (peak of population) | 208,115    | 34,779              |
| 1954. године               | 200,208    | 33,457              |
| 1962. године               | 199,310    | 33,307              |
| 1968                       | 188,921    | 31,571              |
| 1975. године               | 175,795    | 29,378              |
| 1982                       | 171,971    | 28,738              |
| 1990                       | 184,478    | 30,829              |
| 1999                       | 182,952    | 30,574              |
| 2009                       | 197,067    | 32,954              |

## Град

### Места од интереса
- Парк Белвил
- Гробље Пер Лашез
Садржи гробнице многих познатих уметника: композитора (као што су Фредерик Шопен и Ђоакино Росини ), писаца (укључујући Оскара Вајлда, Онореа де Балзака и Марсела Пруста), сликара ( Камил Писаро, Жак-Луј Давид, Ежен Дела и други), музичари (Џим Морисон и Едит Пјаф између осталих) и драмски писац Молијер .

### Важни окрузи
- Округ Белвил
- Округ Менилмонтан

## Влада и инфраструктура
Генерални директорат за спољну безбедност има седиште у арондисману.

## Медији
Хуморна публикација Шарли ебдо има седиште у арондисману.
Више средње школе укључују:
- Лицеј Хелене Бушер
- Лицеј Шарл де Гол
- Лицеј Бет Јаков